# Rioverde (Meksyk)
Rioverde – miasto w Meksyku, w stanie San Luis Potosí.